# Petrus Camper
Petrus Camper (Leiden, 11 de mayo de 1722-La Haya, 7 de abril de 1789) fue un médico, naturalista y biólogo holandés.
Camper estudió ciencia, filosofía y dibujo. A los 24 años se doctoró en medicina y en 1750 fue nombrado catedrático de filosofía, anatomía y cirugía por la Universidad de Franeker. En 1755 se instaló en Ámsterdam, donde ocupó la cátedra de anatomía y cirugía y, más tarde, de medicina.
En 1760 se retiró de sus actividades docentes para consagrarse a la investigación. Tres años más tarde, aceptó la cátedra de anatomía, cirugía y botánica de la Universidad de Groninga, antes de retirarse definitivamente en 1773.

## Obra
La obra de Camper destaca especialmente en los ámbitos de la anatomía comparada y la paleontología. La idea de la unidad del plan corporal gobierna toda su obra. En particular, Camper comparó el cerebro de los peces con el del hombre. Gracias a su formación artística, Camper era capaz de esbozar formas de animales cuya deformación daba lugar a la práctica totalidad de las especies de vertebrados. No obstante, su enfoque no era puramente morfológico, sino que estaba intrínsecamente ligado a consideraciones funcionales, al igual que Cuvier: las variaciones morfológicas dependen de las adaptaciones al modo de vida.
Entre sus trabajos empíricos, sobresalen aquellos dedicados a la osteología de los pájaros y a la anatomía de los orangutanes. Gracias a estos últimos, Camper demuestra que el orangután no es un ser humano degenerado, como sostenían muchos naturalistas de su época, sino una especie distinta.
Camper es autor de la teoría del ángulo facial, que construye a partir de dos líneas: una desde el tragus de la oreja hasta el ala de la nariz y la otra desde la parte más prominente de la frente hasta la parte más anterior del maxilar superior. A partir del ángulo facial obtenido, Camper trató de establecer las diferencias entre las razas humanas.